# Leiwen
Leiwen – miejscowość i gmina w Niemczech, w kraju związkowym Nadrenia-Palatynat, w powiecie Trier-Saarburg, wchodzi w skład gminy związkowej Schweich an der Römischen Weinstraße.

## Współpraca
Miejscowości partnerskie:
- Le Mesnil-sur-Oger, Francja
- Zülpich, Nadrenia Północna-Westfalia